# Ateliers Lyonnais Ultima

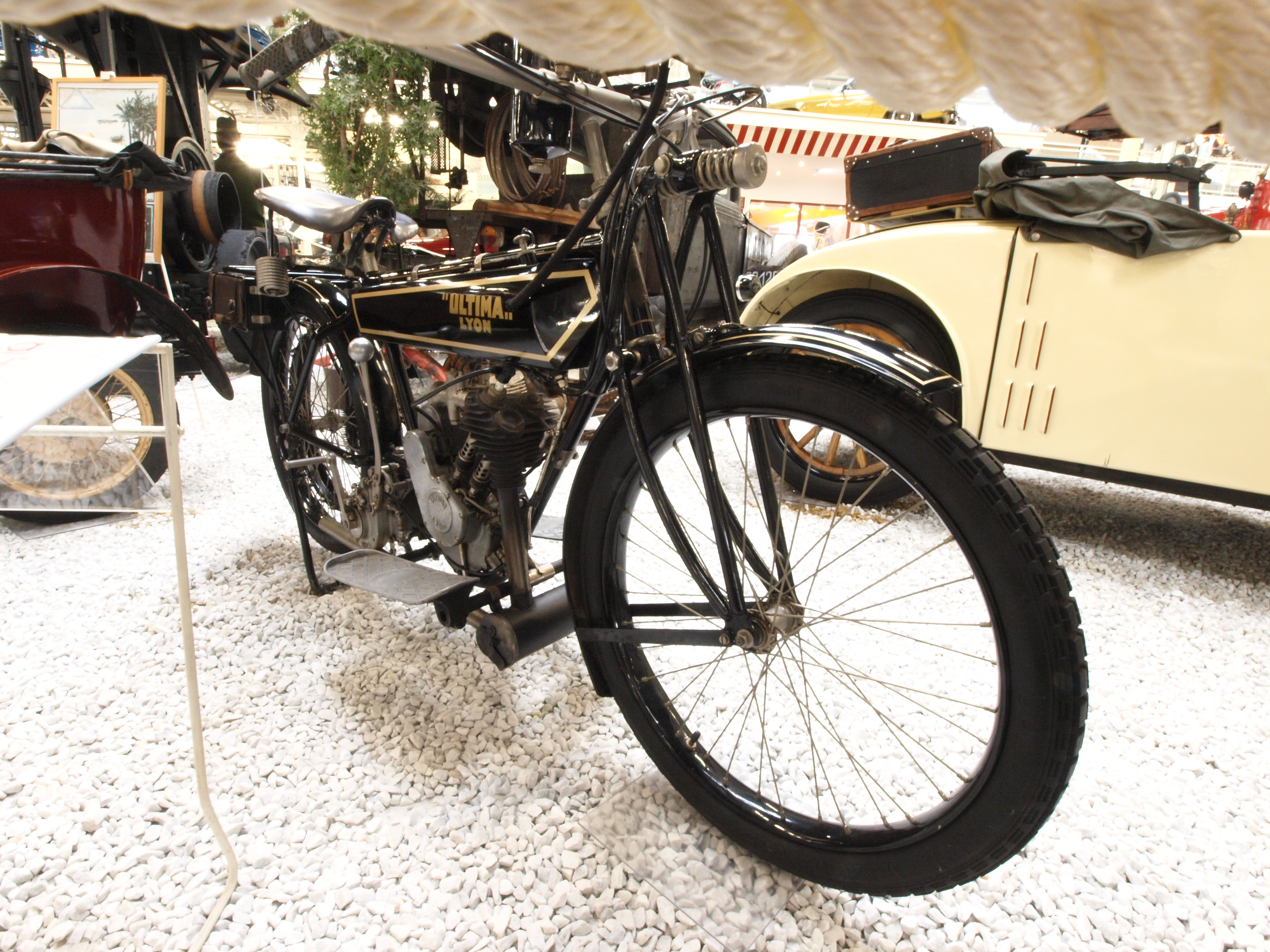
Ultima EB 1064, 400 cm³ (1922–1923)

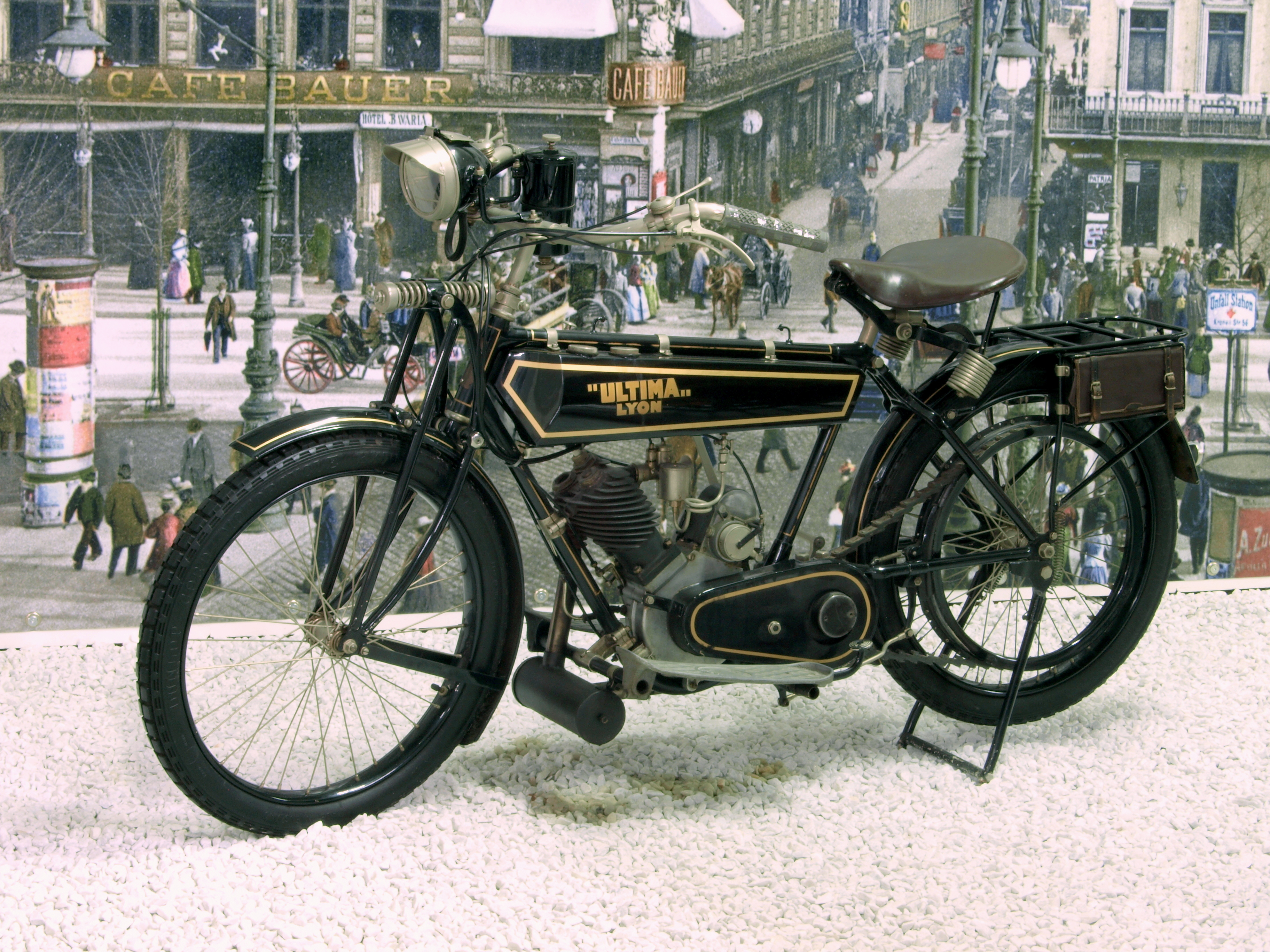
Ultima EB 1064, 400 cm³ (1922–1923)

Ateliers Lyonnais Ultima ist ein ehemaliger französischer Motorradhersteller aus Lyon. Das Unternehmen wurde 1908 gegründet und produzierte bis 1958.
Ultima waren in der Regel konfektionierte Motorräder mit zugekauften Komponenten. Zunächst wurden Motoren von Zurcher, Aubier-Donne und J.A.P. verwendet, ehe das Unternehmen in den 1930er Jahren eigene Zweitaktmotoren entwickelte. Typischerweise hatten diese Hubräume von 125 bis 200 cm³.
Eine Ende der 1940er Jahre entwickelte, interessante Ultima 500 Rennmaschine mit Zweizylindermotor und DOHC-Ventilsteuerung wurde 1951 aufgegeben, ohne eingesetzt worden zu sein. Die Produktion wurde 1958 eingestellt.
Eine Ultima EB 1064 von 1922 bis 1923 ist im Auto- und Technik-Museum Sinsheim zu sehen; eine Ultima 500 mit Kardanantrieb (möglicherweise die erwähnte Rennmaschine) gehört zur Sammlung des Musée Henri Malartre im französischen Rochetaillée-sur-Saône.